# 刺臀华吸鳅
刺臀华吸鳅（学名：Sinogastromyzon wui）为平鳍鳅科华吸鳅属的鱼类，是中国的特有物种。分布于西洋洒等，一般生活于清水溪流。该物种的模式产地在广西罗城。

## 扩展阅读
維基物種上的相關：刺臀华吸鳅